# Понте (Сијена)
Понте (итал. Ponte) је насеље у Италији у округу Сијена, региону Тоскана.
Према процени из 2011. у насељу је живело 27 становника. Насеље се налази на надморској висини од 249 м.